# Josep Coll i Ligora
Josep Coll i Ligora (Llançà, 19 de gener del 1893 - Cassà de la Selva, 10 d'agost del 1965) fou un important intèrpret de tenora, compositor de sardanes i pedagog.

## Biografia
Per bé que nascut a Llançà, en Coll passà els anys de la infantesa a Sant Pere Pescador, on s'establí la seva família. A causa de la seva afició musical, el seu pare l'envià diàriament per aprendre de solfa amb Joan Duran, de l'Armentera.
De molt jove ja actuà amb les cobles La Principal de Santa Coloma i l'Aliança Vigatana, i als 21 anys formà part de la Unió Cassanenca. La Selvatana (1915-1923), La Principal de la Bisbal (1923-1929), Barcelona (1929-1932) i Principal de Cassà (1932-1936) foren les següents etapes com a instrumentista. Acabada la Guerra Civil tornà a la Selvatana, per passar poc després a la cobla Els Montgrins, on hi tocà la tenora del 1942 al 1944 i hi exercí de director els anys 1942-1943. En aquesta formació coincidí amb el seu germà Baldiri Coll i Ligora (tible 1943-1945, director 1944-1945). La seva darrera formació seria novament la cobla Barcelona (1945-1957) on es jubilà. Al llarg de la seva carrera col·laborà en gran nombre de gravacions de sardanes amb les diverses cobles on tocà.
La seva producció sardanista comprèn una norantena de peces i ha estat força oblidada. La majoria de les seves sardanes va ser composta per a lluïment d'un instrumentista i les dues sardanes seves que s'interpreten més regularment El sereno i Búfalo Bill, ho són (per a tenora i fiscorn, respectivament). Una mostra de la popularitat de la sardana El sereno és que es toca cada any a la nit del músics cassanencs, gairebé sempre tancant l'audició; a l'edició del 30è aniversari (1976), una coral la cantà amb una lletra del mateix autor, que havia romàs ignorada fins aleshores.
En Ricard Viladesau li dedicà la sardana A en Josep Coll i a Sant Pere Pescador i a Llançà hi té carrers dedicats.

## La tenora metàl·lica
A iniciativa dels mestres Francesc Pujol i Pons i Josep Serra i Bonal, es va fer construir una tenora metàl·lica que utilitzà entre el 1931 i la seva jubilació, vint-i-sis anys més tard. D'aquell instrument n'extreia un so personal i inigualable, que abastava els tons més greus i més aguts. Al concurs de cobles que la Generalitat de Catalunya convocà el 1932, i que guanyà la Cobla Barcelona, en Pau Casals, jurat, felicità efusivament en Coll per la sonoritat inigualada de l'instrument. Es conserva al Museu de la sardana, a Girona.
Al Mètode per a tenora i tible, en Coll justifica el fet de fer una tenora metàl·lica i canviar-ne el trepatge i les distàncies entre forats respecte a les tenores normals: "[buscava] aconseguir un so més homogeni, més brillant i menys nasal, ja que, aquelles, en llur construcció deficient i rudimentària, tenen el so dels tres registres desequilibrat: els greus són massa amples i els aguts massa grossos en comparació amb els sons mitjans".
Més modernament, Aureli Vila emprà una tenora metàl·lica quan tocava a la Cobla Municipal Ciutat de Barcelona.

## Obres
- Angúnia i goig (1954), poema per a cobla

### Sardanes
- Al so de la trompeta (1950) dedicada al seu amic trompetista Miquel Prim i Ametller.[9]
- A punta de sol
- L'Antònia enamorada
- Barrillonenca (1953)
- Búfalo Bill, obligada de fiscorn[llibres 3]
- De Cassà a Ceret
- El Duc i la Quica (1945), obligada per a 2 tibles
- Enric, xiulem?, obligada de flabiol
- L'entremaliada Mercè (1946)
- L'illa de Tossa (1946)[llibres 3]
- M'escoltes, obligada de fiscorn
- La mar serena
- Maria, obligada de tible
- La Mercè dansaire
- La Nuri gracienca (1947)
- Paquita i Nora (1947)
- Pescant granotes
- La petita Angelina (1946)
- Refila i canta, obligada de tible
- Retorn (1947), obligada de fiscorn[llibres 3]
- La sirena i el pastor
- La taverna d'en Joan
- La vila de Cassà (1959)[llibres 3]
- Verdú a Sant Pere Claver (1954)
- El Xixi, obligada de tible

- Revesses: L'aranya i les papallones, Ja m'ho pensava, Ni quatre, ni tres, ni dos, ni un tan sols, Si bé l'escolteu, la traureu

### Sardanes per a lluïment de tenora
- Adéu-siau (1957), obligada[llibres 3][llibres 4]
- Als amics Coscolla (1949), per a dues tenores
- L'amic Catllà (1945)[llibres 4]
- L'amic Joan
- Angeleta, dedicada a la seva muller, Àngela Teixidor[llibres 3]
- Apa camina
- Aromes d'estiu
- Cant a la vida, obligada[llibres 3]
- Competència, per a tenora i tible
- Els dos serenos, nova versió d'El sereno
- Dos solistes, per a tenora i tible
- En Cufí flequer (1956), per a tenora i tible
- Escalant l'infinit[llibres 4]
- Expectació, obligada de tenora i tible
- Flor de maig, obligada de tenora i tible[llibres 3]
- Garriguella
- Jorn naixent
- Recordant (<1932), obligada[llibres 3]
- El sereno[llibres 3]
- Sempre per tu (1950)[llibres 3][llibres 4]